# 努瓦迪布湾
努瓦迪布湾是大西洋在毛里塔尼亚海岸的一个湾。

## 地理
努瓦迪布湾开口向南，并有许多沙洲。海湾西边是拉斯努瓦迪布半岛。
在法国地图中，内湾称为 Baie de l'Archimède ，外湾称为 Baie du Lévrier。

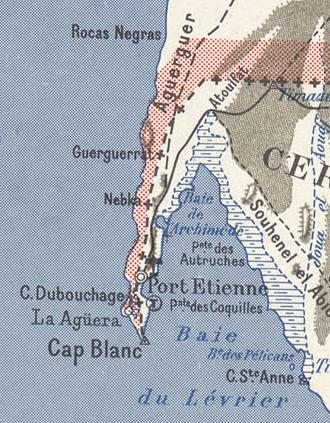
1958年努瓦迪布湾的法国地图

毛里塔尼亚省份努瓦迪布湾省即以本海湾命名。